# Sled Dowabobo
Sled Dowabobo (* 31. März 1983 auf Nauru) ist ein nauruischer Judoka.

## Leben
Dowabobo entdeckte im Alter von 13 Jahren seine Liebe zum Judo, das auf Nauru im Gegensatz zum Gewichtheben eine eher untergeordnete Rolle spielt und nicht staatlich gefördert wird. Er begann, im örtlichen Verein Judo zu trainieren, praktizierte den Sport jedoch stets neben seiner Tätigkeit als Bauarbeiter und Zimmermann. Er nahm an verschiedenen kleinen Judo-Turnieren teil, da er sich die Teilnahme an größeren Wettkämpfen finanziell nicht leisten konnte.
Seit 2009 wird Dowabobo durch die Ozeanische Judo-Union (OJU) gefördert, die im Zuge der Vorbereitung auf die Olympischen Sommerspiele 2012 in London Fördergelder von der Internationalen Judo-Föderation erhielt. Die OJU konnte so in mehreren Pazifik-Staaten Trainingscamps veranstalten und Stipendien vergeben. Dowabobo besuchte zwei Jahre lang ein Trainingslager auf Samoa, wobei er vom Neuseeländer Patrick Mahon trainiert wurde. Die finanzielle Unterstützung der OJU ermöglichte es ihm zudem, an Judo-Turnieren in Übersee teilzunehmen. Unter anderem trat er 2010 beim Weltcup in Apia gegen David Papaux an und 2011 beim Weltcup in Paris gegen Edson Marcel Madeira sowie in Apia gegen Alejandro Clara. Dowabobo verlor dabei alle Wettkämpfe. Obwohl er zum Zeitpunkt der Olympiaqualifikation in seiner Klasse bis 73 Kilogramm auf Rang 136 der Weltrangliste stand, wurde er „Dank eines verworrenen Qualifikationssystems“ als einer von 34 Judoka seiner Gewichtsklasse für die Olympischen Spiele 2012 in London qualifiziert. Er war damit der achte Sportler, der vom Nauru Olympic Committee zu Olympischen Spielen entsandt wurde. Zudem war er der erste Nicht-Gewichtheber, der Nauru bei den Olympischen Spielen vertrat. Nauru war – mit Dowabobo und Gewichtheber Itte Detenamo – zudem 2012 das kleinste Olympiateam in London.
Dowabobo trainierte von 2010 bis Dezember 2011 im Trainingscamp auf Samoa. Anschließend folgte bis Mai 2012 ein mehrmonatiger Trainingsaufenthalt in Brisbane, wo Dowabobo im Judoclub seines Trainers Patrick Mahon weitere Erfahrungen sammelte. Ab Juni 2012 hielt sich Dowabobo an der Universität Bath zu weiterem Training auf. Am 30. Juli 2012 verlor Dowabobo im Judo in der ersten Runde der Klasse bis 73 Kilogramm nach 70 Sekunden gegen den Usbeken Navroʻz Joʻraqobilov.
Zuletzt nahm Dowabobo 2015 und 2016 an den Seniorenwettkämpfen der Ozeanischen Meisterschaften (Oceanian Championships Seniors) der OJU teil. Dort belegte er den 5. bzw. 7. Platz.